# Dictyna paitaensis
Dictyna paitaensis là một loài nhện trong họ Dictynidae.
Loài này thuộc chi Dictyna. Dictyna paitaensis được Ehrenfried Schenkel-Haas miêu tả năm 1953.